# Pachybrachis tumidus
Pachybrachis tumidus är en skalbaggsart som beskrevs av Bowditch 1909. Pachybrachis tumidus ingår i släktet Pachybrachis och familjen bladbaggar. Inga underarter finns listade i Catalogue of Life.